# Pierluigi Concutelli
Pierluigi Concutelli (Roma, 3 giugno 1944 – Roma, 15 marzo 2023) è stato un terrorista italiano, militante neofascista attivo durante gli anni di piombo.
Dopo i primi anni di attivismo politico nei gruppi giovanili di destra, intorno alla metà degli anni settanta, divenne uno dei capi di Ordine Nuovo, per poi maturare la scelta di passare alla lotta armata.
Condannato all'ergastolo per il delitto del giudice Vittorio Occorsio, dopo aver trascorso quasi la metà della sua vita in carcere, ottenne nel 2009 il beneficio degli arresti domiciliari e nel 2011 la sospensione della pena detentiva per motivi di salute. Negli anni dell'adesione alla lotta armata, fu soprannominato il comandante.

## Biografia

### L'attivismo politico
Nato a Roma, si trasferì a Palermo nel 1966 poco dopo il servizio militare e si iscrisse alla facoltà di scienze agrarie della locale università. In Sicilia iniziò la sua passione per l'attivismo politico e cominciò a frequentare gli ambienti della destra palermitana, ed in particolare quelli legati al Fronte Nazionale, il movimento neofascista fondato da Junio Valerio Borghese. Il 24 ottobre 1969 subì il suo primo arresto e la sua prima condanna, a quattordici mesi di reclusione da scontare nel carcere dell'Ucciardone, per possesso di armi da guerra con cui si addestrava all'uso, assieme ad alcuni amici (tra cui il futuro deputato missino Guido Lo Porto), sulla collina della frazione palermitana di Bellolampo. Uscì però dal carcere nell'estate del 1970.
Nel 1971, da poco uscito dal carcere ed esaurita la parentesi con il Fronte Nazionale, entrò in contatto con Ordine Nuovo partecipando attivamente alle riunioni, alle iniziative e ai volantinaggi ma senza rinunciare a fare politica militante con altri gruppi dell'area missina. Contemporaneamente, infatti, aderì al FUAN, l'organizzazione universitaria del Movimento Sociale Italiano, di cui divenne dirigente provinciale nel 1973. Nel luglio del 1972 venne trovato a esercitarsi, insieme ad altri giovani di destra, nel campo paramilitare di Menfi.
In coincidenza con il trasferimento della famiglia a Catania, entrò in contatto con gli ordinovisti passati in clandestinità dopo lo scioglimento per decreto ministeriale di Ordine Nuovo nell'autunno del 1973.

### La lotta armata
Concutelli iniziò a maturare la scelta di passare alla lotta armata. In questa prospettiva, nel 1974, dopo l'ennesimo arresto per rissa contro militanti di sinistra, iniziò anche il suo primo periodo di clandestinità. In concorso con altri militanti compì diverse azioni di autofinanziamento che raggiunsero l'apice con il sequestro del banchiere leccese Luigi Mariano il 23 luglio 1975 e per la cui liberazione venne pagato un riscatto di 280 milioni di lire (invece dei due miliardi richiesti inizialmente).
Il rapimento, realizzato assieme ad un gruppo di fascisti toscani e di elementi della 'ndrangheta, durò un mese e mezzo e l'ostaggio venne liberato nelle campagne di Taranto il successivo 9 settembre. Verso la fine del 1975 la Procura di Palermo spiccò un mandato di cattura per Concutelli nell'ambito dell'inchiesta per il sequestro Mariano. Concutelli diventò così latitante e si rifugiò inizialmente a Roma dove partecipò nel settembre 1975 ad un incontro ad Albano Laziale nel quale, con la partecipazione di Stefano Delle Chiaie e Paolo Signorelli, si sarebbe dovuta sancire la fusione dei due movimenti, Avanguardia Nazionale e Ordine Nuovo, e la nascita di un nuovo soggetto politico.
L'ipotesi non andò a buon fine e saltò definitivamente circa tre mesi dopo, nel corso di un nuovo incontro tenutosi a Nizza. In libertà vigilata, nel 1975, Concutelli venne candidato alle elezioni comunali di Palermo nelle liste del Movimento Sociale Italiano - Destra Nazionale, ottenendo 950 voti e senza essere eletto. Nell'autunno del 1975, assieme a Delle Chiaie, personaggio di riferimento nell'assistenza ai latitanti di estrema destra, Concutelli si allontanò dall'Italia per riparare in Spagna dove si unì ai franchisti e partecipò ad azioni controrivoluzionarie in opposizione ai militanti baschi dell'ETA.
Nel 1986 Concutelli fu indagato insieme a Stefano Delle Chiaie per l'attentato conclusosi con il ferimento di Bernardo Leighton, fermo oppositore del regime di Pinochet in esilio forzato in Italia. Il processo si concluse con l'assoluzione di entrambi per insufficienza di prove.
Nella primavera del 1976 ritornò in Italia portando con sé alcune armi, tra cui una mitraglietta Ingram, in dotazione alla polizia madrilena. In clandestinità, Concutelli mirò a ricostruire le file dell'organizzazione Ordine Nuovo che dopo la fuga all'estero del suo gruppo dirigente (latitanti e con pesanti accuse di stragismo) e la rottura con Avanguardia Nazionale fu praticamente ridotta ai minimi termini.

### L'omicidio Occorsio

L'omicidio di Vittorio Occorsio, il 10 luglio 1976

Il 10 luglio 1976 Concutelli uccise a Roma il sostituto procuratore Vittorio Occorsio, responsabile ai suoi occhi di svolgere indagini sugli ambienti dell'estremismo di destra.
(Concutelli da Io, l'uomo nero)
L'azione venne preparata in prima persona da Concutelli con assoluto scrupolo: "non poteva essere altrimenti: ero il comandante militare del Movimento Politico Ordine Nuovo e non potevo mandare avanti i miei camerati da soli, allo sbaraglio. Non potevo restare a guardare mentre altri ragazzi rischiavano la vita, quantomeno anni e anni di galera". Scelse quindi personalmente il camerata che avrebbe dovuto partecipare con lui all'agguato: Gianfranco Ferro, un tarantino residente a Roma che frequentava gli ambienti degli ex parà.
Intorno alle 8:30 del mattino di quel 10 luglio, i due arrivarono nei pressi dell'abitazione di Occorsio, in via del Giuba, al quartiere Trieste, e parcheggiarono l'automobile, una Fiat 124, contromano in modo da tagliare il traffico a sinistra ed avere, in questo modo, il campo di tiro completamente libero. Quando il magistrato si mise alla guida della sua Fiat 125 special, diretto in tribunale, si trovò davanti i due uomini armati e, colpito da una raffica esplosa dalla mitraglietta Ingram (importata dalla Spagna) di Concutelli, si accasciò senza vita in un lago di sangue. Prima di darsi alla fuga, i killer prelevarono dall'auto la borsa del magistrato e lasciarono sul cadavere alcuni volantini con la rivendicazione dell'omicidio, firmata Ordine Nuovo:
(Concutelli da Io, l'uomo nero)

### Il carcere e gli altri omicidi
Pochi giorni dopo l'omicidio Occorsio, il 26 luglio 1976, Concutelli organizzò una rapina di autofinanziamento alla filiale bancaria del Ministero del Lavoro che gli fruttò un bottino di 460 milioni di lire. Dopo il colpo decise di riparare all'estero, a Nizza, per rientrare, solo qualche mese più tardi, in Italia e rifugiarsi prima in un covo del Mpon, ad Ostia, e poi in quello che fu il suo ultimo nascondiglio, in via dei Foraggi, nel centro storico di Roma. Il 22 ottobre 1976, in un covo romano, le forze dell'ordine rintracciarono la moto Guzzi utilizzata da Concutelli e Ferro per alcune ricognizioni sotto la casa di Occorsio, nei giorni precedenti all'omicidio del giudice.
Grazie alle indagini, i sostituti procuratori Pappalardo e Vigna, scoprirono che la moto apparteneva a Gianfranco Ferro che, una volta arrestato, confessò il nome di Concutelli quale assassino del magistrato romano. Quando l'11 febbraio 1977 venne arrestato Paolo Bianchi (in compagnia di Rossano Cochis, uomo della banda Vallanzasca, che però riuscì a fuggire), un fascista romano che aveva fama di essere una spia e che diventò poi uno dei principali pentiti di estrema destra, attraverso le sue rivelazioni la Procura di Firenze venne a conoscenza del nascondiglio di Concutelli ed emise il mandato di cattura contro il terrorista.
Il 13 febbraio 1977, scattò quindi il blitz delle forze dell'ordine per il suo arresto. Quando gli agenti dell'antiterrorismo circondarono lo stabile romano di via dei Foraggi, Concutelli si rese conto che era in trappola e si costituì alle forze dell'ordine. Ammanettato, davanti ai giornalisti e alle telecamere della Rai, accorsi in questura poco dopo l'arresto, si dichiarò "un soldato politico e quindi un prigioniero politico [...] Sono stato preso in nottata, grazie anche all'abilità del nucleo che mi ha catturato, una menzione merita il brigadiere Antonio Germano, che è entrato per primo. Potevo opporre resistenza, ma non avevo possibilità di fuga quindi, come dovere rivoluzionario, in virtù di un ragionamento di economia rivoluzionaria, ho preferito non opporre resistenza."
Secondo gli inquirenti, poco prima dell'arresto Concutelli stava preparando un attentato al giudice Vigna programmato per il giorno successivo alla sua cattura. L'attentato avrebbe avuto luogo nella chiesa di Santa Maria Novella a Firenze, nel corso del matrimonio della figlia al quale il giudice avrebbe partecipato. Recluso inizialmente a Regina Coeli, venne poi trasferito in diversi istituti carcerari: prima a Volterra, poi in quello di massima sicurezza di Porto Azzurro, all'Asinara e infine in un altro penitenziario di massima sicurezza, quello di Novara. Qui, durante l'ora d'aria mattutina del 13 aprile 1981, assieme al terrorista di destra toscano Mario Tuti uccise Ermanno Buzzi, militante neofascista bresciano condannato in primo grado all'ergastolo per la strage di piazza della Loggia.
Accusato di essere un confidente dei carabinieri, un delatore e un corruttore di giovani, Buzzi venne attirato con una scusa da Tuti e Concutelli in un angolo del cortile e strangolato con un laccio da scarpe. Secondo l'ex detenuto Giuseppe Lo Presti, Buzzi era in procinto di fare confessioni sulla strage di Brescia: «Buzzi mi rivelava, usando un linguaggio metaforico ma per me chiaramente comprensibile, che intendeva fare delle dichiarazioni contro il Ferri relativamente alla strage di Brescia". Stessa sorte venne riservata da Concutelli anche a Carmine Palladino, luogotenente di Stefano Delle Chiaie in Avanguardia Nazionale, arrestato nell'ambito dell'indagine per la strage alla stazione di Bologna e anch'egli recluso nel carcere di Novara. Il 10 agosto 1982 Palladino, che nel frattempo aveva dato segni di disponibilità a collaborare con i magistrati, venne strangolato con una rudimentale garrota perché accusato di essere un delatore.
In carcere, Concutelli non rinnegò mai l'adesione alla lotta armata, rivendicando la paternità degli omicidi come esecutore e mandante militare, senza alcun pentimento. Nel corso degli anni di reclusione, tentò più volte di evadere senza mai riuscirvi. La sua storia personale e politica e le azioni compiute negli anni della lotta armata ne fecero uno degli esponenti di rilievo dell'estremismo di destra degli anni settanta. Diventò un simbolo e un modello da imitare per tanti giovani estremisti di una nuova generazione, come Valerio Fioravanti e gli altri componenti del suo gruppo eversivo, i Nar, per cui Concutelli rappresentava un vero e proprio archetipo del rivoluzionario di destra. Per questo motivo, i Nar stessi progettarono più volte elaborati piani per la sua evasione, senza mai riuscire a metterli in opera.
Nel processo per l'omicidio Occorsio, il 16 marzo 1978 la Corte d’Assise di Firenze lo condannò all'ergastolo, pena confermata in appello il 12 dicembre dello stesso anno e resa definitiva dalla Corte di cassazione, il 6 marzo 1980. Gli omicidi di Buzzi e Palladino costarono a Concutelli altri due ergastoli. Venne anche indagato dalla questura di Trapani per il sequestro avvenuto il 17 luglio 1975 ai danni dell'imprenditore Luigi Corleo, suocero dell'esattore Ignazio Salvo di Salemi. Il corpo del sequestrato non fu mai ritrovato e l'inchiesta imboccò un'altra pista.
Si trovava in carcere quando Giovanni Falcone trovò la sua scheda, tessera n. 11.070, a Palermo, nella sede della loggia massonica Camea (i cui vertici risultarono Aldo Vitale, Michele Barresi, Giuseppe Mandalari), una loggia frequentata anche da uomini di Cosa nostra. Gli affiliati furono tutti inquisiti nel 1979 per aver aiutato il finanziere Michele Sindona nel suo finto sequestro.
Dopo quasi venticinque anni passati in carcere, in parte in regime di massimo rigore e in totale isolamento (nei cosiddetti braccetti), nel 2002 Concutelli ottenne i benefici del regime di semilibertà ed il permesso di recarsi al lavoro di giorno in quanto Maurizio Murelli riuscì a assumerlo come responsabile dell'ufficio romano della sua casa editrice milanese Barbarossa.  Nel 2008, insieme al giornalista della Rai, Giuseppe Ardica, Concutelli pubblicò il volume autobiografico intitolato Io, l'uomo nero. Una vita tra politica, violenza e galera, edito da Marsilio.
L'8 ottobre 2008 il Tribunale di sorveglianza decise per la sospensione del beneficio in quanto venne trovato in possesso di una piccola quantità di hashish mentre rientrava in carcere dopo la giornata di lavoro.
Nel 2009 venne colpito da una grave ischemia cerebrale che gli impedì, da quel momento in poi, di parlare e di alimentarsi autonomamente. La sua misura detentiva venne dunque commutata in arresti domiciliari, scontati a casa del fratello, a Portogruaro. Il 18 aprile 2011 gli fu riconosciuta la sospensione della pena detentiva per un periodo di due anni, fino al 2 marzo 2013, per gravi condizioni di salute. Venne quindi trasferito in un appartamento sul litorale di Ostia, assistito da Emanuele Macchi, uno degli estremisti dello spontaneismo armato di destra.
Morì dieci anni dopo, il 15 marzo 2023 a Roma, all'età di 78 anni.